# Treslong (buitenplaats)
Treslong was een buitenplaats in Hillegom. 
Treslong werd rond 1560 gebouwd in opdracht van de adellijke familie Bloys van Treslong, die in Hillegom kwam wonen. In de 18e en 19e eeuw was Treslong eigendom van de families Van Loon en daarna Van den Ende. In 1858 kwam Treslong in handen van de familie Tets van Goudriaan. Zij lieten het huis uitbreiden en in neogotische stijl verbouwen. Het werd later onder meer verhuurd aan burgemeester de Kat en aan de gebroeders Ludwig, die een bloembollenbedrijf hadden. 
In 1939 werd Treslong door de gemeente Hillegom aangekocht. 1940 brak de Tweede Wereldoorlog uit en was Treslong nog maar gedeeltelijk bewoond. Het grote gebouw werd toen gebruikt als distributiekantoor, waar men de distributiebonnen moest afhalen. Veel bomen in de tuin werden gekapt om in de behoefte aan brandhout te kunnen voorzien. In 1949 werd voor het huis nog een demonstratietuin aangelegd door de Stichting Hillegomse Bloembollenbeurs. Het monumentale pand werd in 1950 afgebroken. In 1952 verrees op het terrein het gelijknamige nieuwe beursgebouw van de Hillegomse Bloemenbeurs, dat tot 2005 bleef staan.

## Bron
- Leidsch Dagblad - 13 oktober 1999, p.47
- A. den Hoed, Terugkieken in Hillegom, Hillegom 2003. p.26. ISBN 9064697930